# Elisabet Bastholm
Elisabet Bastholm, född 30 maj 1866 på Lysö, Bohuslän, död 20 juli 1951 i Lund, var en svensk textilkonstnär.
Hon var dotter till kyrkoherden Johan Bastholm och Ingeborg Elisabet Hildegard Lagerholm. Bastholm arbetade med framställning av kyrkliga textiler och gjorde sig känd som en skicklig textilkonstnär. Huvudparten av hennes arbeten utfördes för Licium i Stockholm. Bastholm är representerad i ett stort antal svenska kyrkor.